# Franjo Kogoj
Franjo Kogoj, hrvaški zdravnik, univerzitetni predavatelj in akademik slovenskega rodu, * 13. oktober 1894, Kranjska Gora, † 30. september 1983, Kranjska Gora.

## Življenje in delo
Medicino je študiral v Gradcu in Pragi, kjer je leta 1920 diplomiral. Bil je na specializaciji v Pragi, izpopolnjeval se je v Brnu, Wroclawu, Strasbourgu in Parizu. Od leta 1926 je živel in delal v Zagrebu kot predstojnik Klinike za kožne in spolne bolezni ter redni profesor za dermatovenerologijo Univerze v Zagrebu. Na tem mestu je ostal s prekinitvijo med 2. svetovno vojno vse do upokojitve leta 1965. V letih 1955 - 1964 je strokovno vodil Dermatovenerološko kliniko v Ljubljani, v letih 1967–1974 pa je kljub upokojitvi še vodil Inštitut za kliničnomedicinsko raziskovanje v Zagrebu. Bil je redni član Hrvaške akademije znanosti in umetnosti in tudi njen predsednik, dopisni član Slovenske akademije znanosti in umetnosti (od 29. marca 1953), ter član Srbske akademije znanosti in umetnosti, Akademije znanosti in umetnosti Bosne in Hercegovine, Nemške akademija znanosti Leopoldina, švicarske akademije medicinskih znanosti in avstrijskega znanstvenega društva. Bil je častni ali dopisni član 24 znanstvenih dematoloških društev po svetu in častni član slovenskega zdravniškega društva. Dobil je naslov častnega doktorja univerze v Ljubljani (1961), Gradcu (1962), Zagrebu (1968) in Vojaške medicinske akademije JLA v Beogradu (1970). Napisal je okoli 230 strokovnih in znanstvenih člankov, monografij in učbenikov. Njegova znanstvena dela so bila objavljena v priznanih svetovnih strokovnih revijah.

## Izbrana bibliografija
- Bolesti kože (COBISS)
- Dijagnoza profesionalnog egzema  (COBISS)
- Dermatovenerološka propedeutika : opća dermatologija i terapija za medicinare i liječnike : sa 105 crteža i slika (COBISS)
- Spolne bolesti : njihova etiologija, statička i dinamička simptomatologija, terapija i socijalno- medicinsko značenje (COBISS)